# Lece
Lece (cyr. Леце) – wieś w Serbii, w okręgu jablanickim, w gminie Medveđa. W 2011 roku liczyła 283 mieszkańców.